# Nyugati-Hippolyt-árok
A Nyugati-Hippolyt-árok Zichyújfalutól délre ered, Fejér vármegyében. A patak forrásától kezdve déli irányban halad, majd beletorkollik a Büdös-tóba. A Keleti-Hippolyt-árok vize nem sokkal a patak torkolata előtt folyik bele az árokba.
A Nyugati-hippolyt-árok vízgazdálkodási szempontból az Észak-Mezőföld és Keleti-Bakony Vízgyűjtő-tervezési alegység működési területéhez tartozik.

## Part menti települések
- Zichyújfalu
- Szabadegyháza